# Harold Edwards
Harold Mortimer Edwards, Jr. (Champaign, Illinois, 6 de agosto de 1936) foi um matemático estadunidense.
Foi um dos editores co-fundador com Bruce Chandler do The Mathematical Intelligencer. É autor de livros expositórios sobre função zeta de Riemann, teoria de Galois e último teorema de Fermat. Escreveu um livro sobre o trabalho de Leopold Kronecker em teoria do divisor, com uma exposição sistemática de sua obra - uma tarefa que Kronecker nunca completou. Escreveu livros texto sobre álgebra linear, cálculo e teoria dos números. Também escreveu um livro de ensaios sobre matemática construtiva.
Edwards obteve um Ph.D. em 1961 na Universidade Harvard, orientado por Raoul Bott. Lecionou em Harvard e na Universidade Columbia; tornou-se membro da faculdade da Universidade de Nova Iorque em 1966, sendo professor emérito desde 2002.
Em 1980 recebeu o Prêmio Leroy P. Steele por Exposição Matemática da American Mathematical Society (AMS), por seus livros sobre função zeta de Riemann e último teorema de Fermat. Por sua contribuição no campo da história da matemática recebeu em 2005 o Prêmio Memorial Albert Leon Whiteman da AMS. Em 2012 tornou-se fellow da American Mathematical Society.
Edwards é casado com Betty Rollin, ex-correspondente da NBC News, escritora e sobrevivente de câncer de mama.

## Obras
- Higher Arithmetic: An Algorithmic Introduction to Number Theory (2008).[7]
- Essays in Constructive Mathematics (2005).[8]
- Linear Algebra, Birkhäuser, (1995).
- Divisor Theory (1990).
- Galois Theory (1984).[9]
- Fermat's Last Theorem: A Genetic Introduction to Algebraic Number Theory (1977).[10]
- Riemann's Zeta Function (1974).[11]
- Advanced Calculus: A Differential Forms Approach (1969).[12]